# Szélestörzsű repülőgép

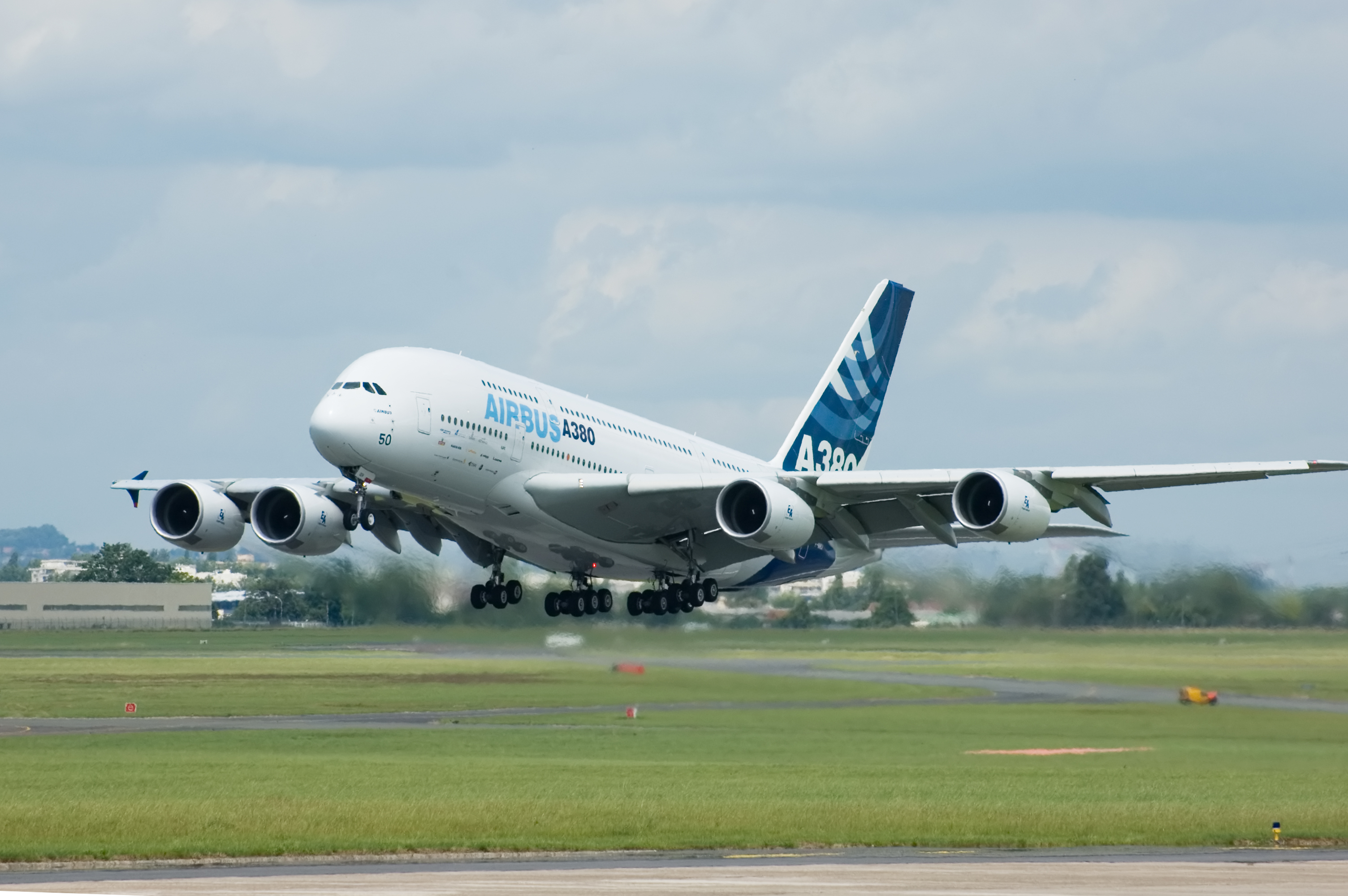
Az Airbus A380 a világ legnagyobb és legszélesebb utasszállító repülőgépe

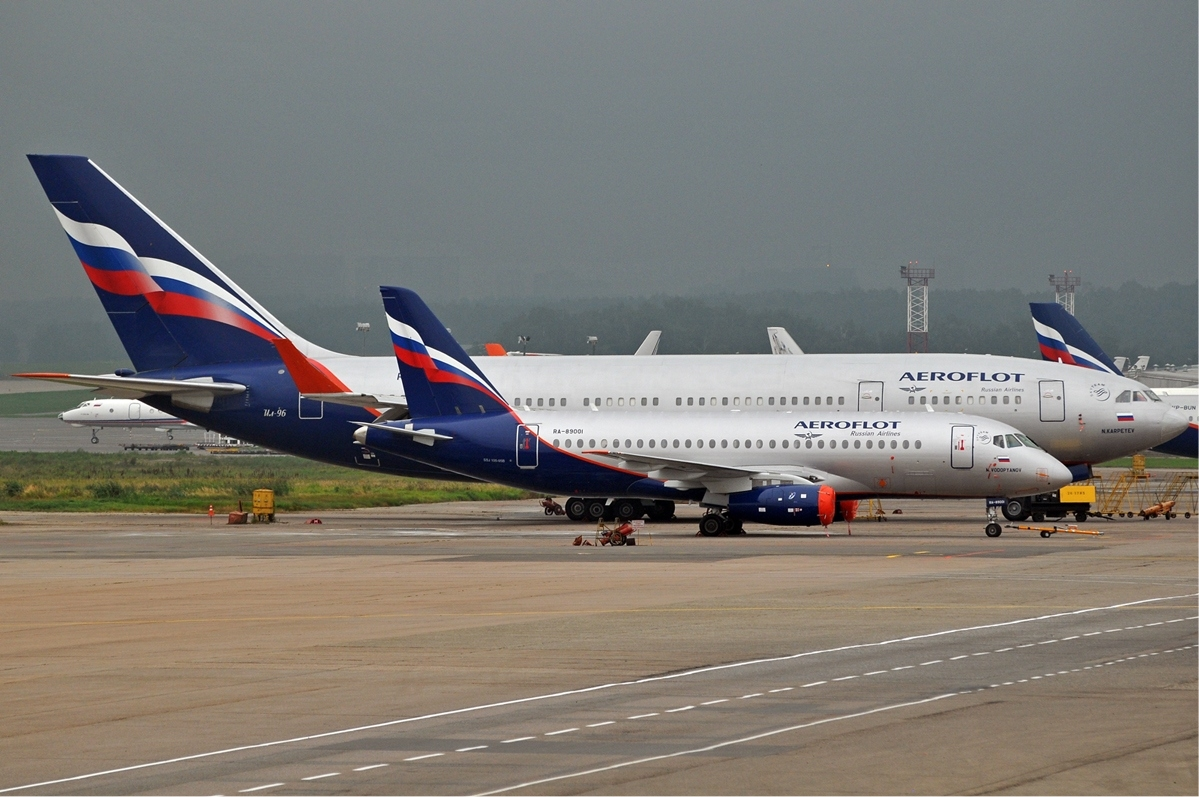
Méret-összehasonlítás a Szuhoj Superjet 100 (keskeny testű repülőgép) és az Iljusin Il–96–300 (szélestörzsű repülőgép) között

A szélestörzsű repülőgép olyan utasszállító repülőgép, amely két folyosóval rendelkezik, ezért nevezik kétfolyosós repülőgépnek is. Egy tipikus szélestörzsű repülőgép törzsátmérője 5 és 6 méter között van. Soronként általában 7–10 üléssel rendelkeznek, ami lehetővé teszi 200–850 utas befogadását. A legnagyobb szélestörzsű repülőgépek több mint 6 méter szélesek, és befogadóképességük akár tizenegy utas lehet egymás mellett a nagy sűrűségű konfigurációkban.
Összehasonlításképpen, egy hagyományos keskenytörzsű repülőgép átmérője 3 és 4 méter közötti, egy folyosós, és 2–6 utas ül egy sorban.
A szélestörzsű repülőgépeket eredetileg a hatékonyság és az utasok kényelme érdekében tervezték meg. A légitársaságok ezzel szemben gyorsan engedtek a gazdasági tényezőknek: csökkentették az egyes utasokra jutó megnövekedett teret, ehelyett inkább több ülőhelyet építettek be, hogy növeljék a bevételeket és a nyereséget.
A szélestörzsű repülőgépeket rakományok és áruk szállítására is használják.
A világ legnagyobb szélestörzsű repülőgépeit, a Boeing 747-est és az Airbus A380-ast gyakran nevezik Jumbo Jetnek, illetve Superjumbónak.

## Története

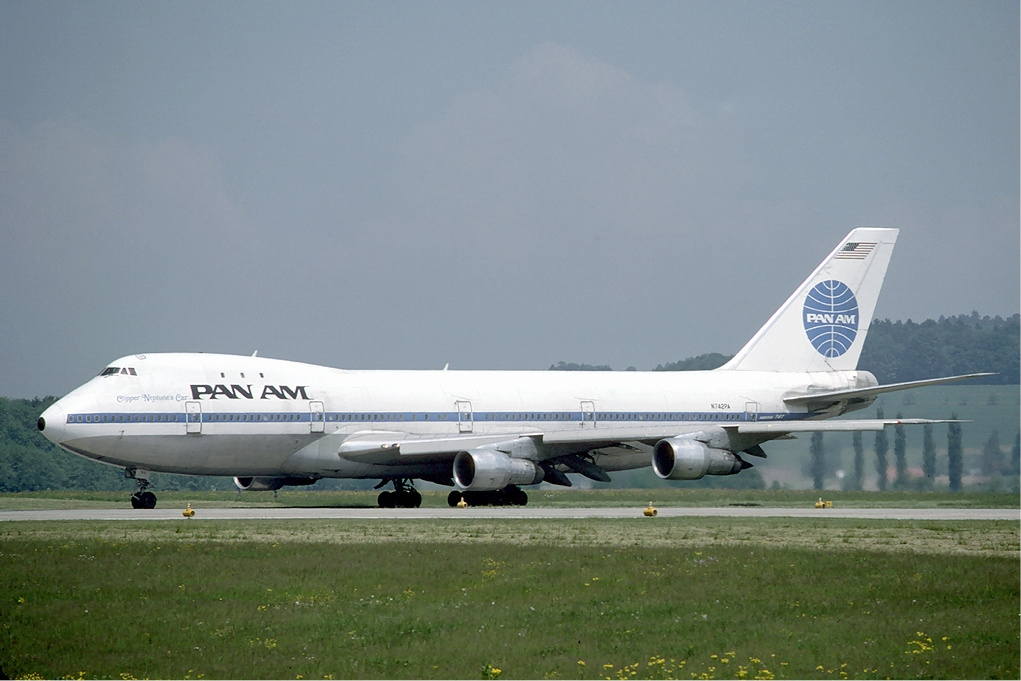
A Boeing 747, az első szélestörzsű utasszállító repülőgép a Pan American World Airways szolgálatában

A Bristol Brabazon széles törzsű transzatlanti útvonalakra tervezett repülőgép 1949-ben repült először, de soha nem jutott el a gyártási szakaszba. Az 1950-es évek végén a Boeing 707 és a Douglas DC-8 sikereit követően a légitársaságok elkezdtek tervezni nagyobb utasszállító repülőgépeket, amelyek megfelelnek a légi utazás iránti globális keresletnek. A mérnökök sok kihívással találták szembe magukat, mint például a repülőgép utaselrendezése, a nagyobb hatótávolság és az alacsonyabb működési költségek.
A korai repülőgépek, mint a 707-es és a DC-8-as üléselrendezése az egy folyosó mentén mindkét oldalon három-három üléssor volt. A nagyobb repülőgépeknek hosszabbnak, magasabbnak (emeletesnek) és szélesebbnek kell lenniük annak érdekében, hogy nagyobb utasbefogadásra alkalmasak legyenek. A mérnökök rájöttek, hogy a két folyosós elrendezés nehézségeket okoz a vészkiürítésnél. Végül az egyik megoldásként a szélesebb törzset választották (a 747-es és végül a DC-10-es és L-1011-nél is). A szélesebb repülőgép kétfolyosós kialakítása nem kevesebb, mint 10 egymás melletti utas elhelyezését tette lehetővé.
A mérnökök a hosszabb törzsű változatot választották a DC-8 (61, 62 és 63 modellek), valamint a hosszabb törzsű B-707 (-320B és 320C modell), B-727 (-200 modell) és a DC-9 (-30, -40, -50 és modellek) repülőgépeknél, amelyek mindegyike több utas befogadására volt alkalmas a rövidebb változatú elődeiknél. A teljes hosszában kétszintes megoldást a 21. században valósították meg először (A380).
A szélestörzsű korszak 1970-ben kezdődött az első szélestörzsű, négyhajtóműves, kétszintes Boeing 747-es utasszállító repülőgéppel. A típust hamarosan az új trijet széles törzsű repülőgépek követték mint például a McDonnell Douglas DC-10 és a Lockheed L-1011 Tristar. Az első szélestörzsű kéthajtóműves utasszállító repülőgép az Airbus A300, amelyet 1974-ben állítottak szolgálatba.
A korai szélestörzsű repülőgépek sikerei után következő két évtizedben több utód jelent meg a piacon, beleértve az Airbus A330 és A340 sorozatot és a Boeing 777-est. A jumbo kategóriában a Boeing 747-est kapacitását a 2007 októberében szolgálatba állított Airbus A380-as haladta meg, becenevén a Superjumbo.
A 2000-es évek közepén az emelkedő olajárak és a 2001. szeptember 11-ei terrortámadások miatt a légitársaságok az új, hatékonyabb üzemanyag-felhasználású repülőgépek tervezése felé vették az irányt. Két ilyen példa a Boeing 787 Dreamliner és az Airbus A350 XWB típusok. A Comac a tervezett C929 és C939 típusaival kíván a szélestörzsű piacon sikeres lenni.

## Tervezési szempontok

Az Airbus A380 és Boeing 747-400 törzskeresztmetszetének összehasonlítása

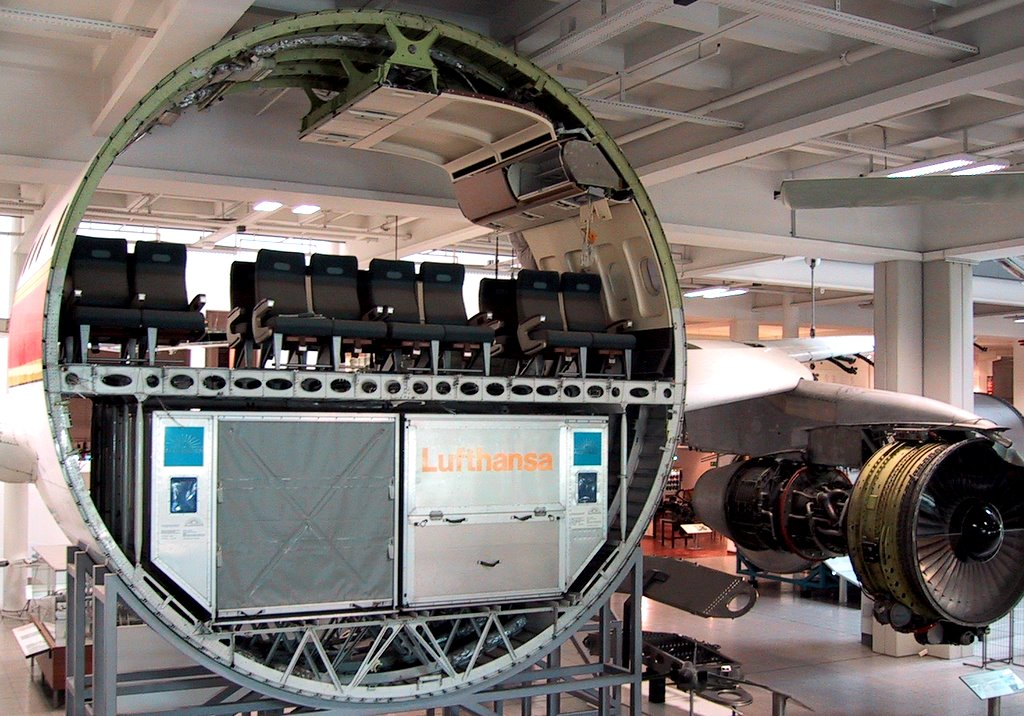
Az Airbus A300 törzskeresztmetszete, mutatva a rakományt és az utasüléseket

A szélestörzsű repülőgépnek nagyobb homlokfelülete van, mint a hasonló kapacitású keskenytörzsű repülőgépnek, de számos előnye van a keskenytörzsű társával szemben:
- Több ülőhelyet biztosít az utasok számára, így a térben nyitottabb érzést ad
- Kétfolyosós, ami felgyorsítja a be- és kirakodást, és az evakuálás is könnyebb[15]
- Szélesebb törzs, ami csökkenti a repülőgép teljes hosszát, így javul a manőverezhetőség és csökken a farok megütődésének kockázata
- Nagyobb tér az áruszállításhoz

Brit és orosz tervezők már javasoltak hasonló konfigurációs szélestörzsű repülőgépeket a Vickers VC10 és a Douglas DC-9 gépeknél. A brit Three-Eleven projekt soha nem hagyta el a tervezési szakaszt, míg az orosz Il–86 szélestörzsű utasszállító repülőgépnél tervezték meg először a hagyományos szárnyra szerelt hajtóművek megoldását, az ok valószínűleg eredménytelen szerelési munkákhoz vezetett volna, ha ilyen nagy hajtóműveket a törzs hátuljába akartak volna szerelni.

## Hajtóművek

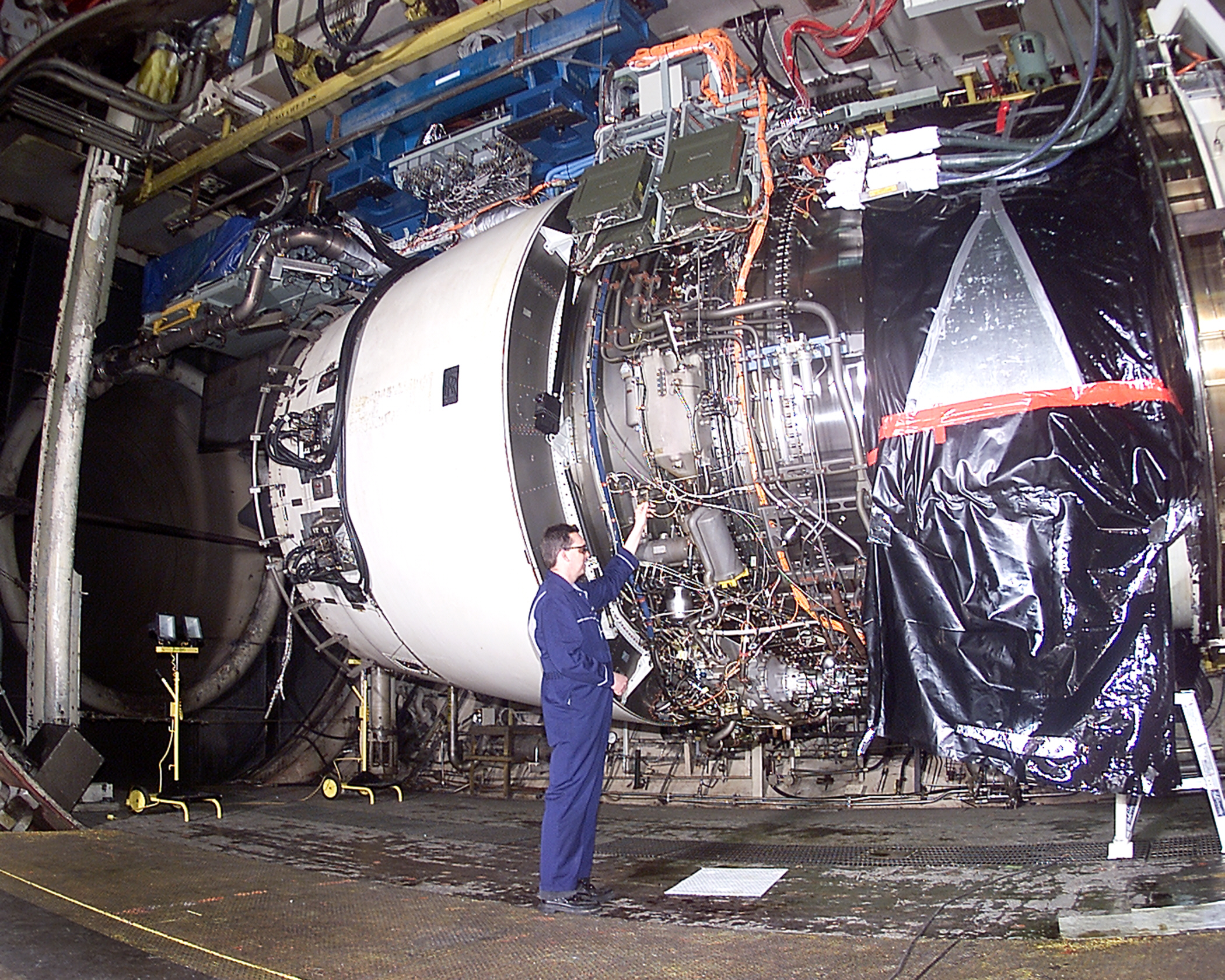
Szerelő dolgozik egy Rolls Royce Trent 900 hajtómű tesztelése során – a Trent a széles törzsű repülőgépeken használt turbóventilátoros gázturbinás hajtóművek jellemző típusa

Az utasszállító repülőgépek hajtóművei növekvő teljesítményt és megbízhatóságot értek el az elmúlt évtizedekben, ezért a mai legtöbb szélestörzsű repülőgép ma már csak két hajtóművel működik. A kéthajtóműves (twinjet) kialakítással nagyobb üzemanyag takarékosság érhető el, mint a háromhajtóműves (trijet) vagy négy hajtóműves repülőgépeknél. Jelenleg csak a mai legnehezebb szélestörzsű repülőgépek repülnek négy hajtóművel (az Airbus A340, Airbus A380 és a Boeing 747). A kéthajtóműves Boeing 777 a világ legnagyobb és legerősebb hajtóműveivel repül, ami a General Electric GE90 sugárhajtóművet használja, melynek átmérője 3,25 méter. Ez majdnem olyan széles, mint egy Boeing 737-es egész törzsátmérője, ami 3,76 méter.
Az Airbus A380 maximális felszálló tömege (560 tonna) nem lett volna lehetséges anélkül, hogy a Boeing 777 által kifejlesztett hajtóműtechnológiát ne használták volna. 
A képen látható Trent 900 sugárhajtóművet az A380-ason használják, melynek ventilátorai 2,95 méter átmérőjűek, ez valamivel kisebb, mint a GE90 sugárhajtómű a Boeing 777-nél. Egy érdekesség, hogy a Trent 900-as hajtóműveket úgy tervezték, hogy elférjen egy Boeing 747-400F teherszállító repülőgépben a viszonylag könnyű teherszállításkor.

## Belső tér
A repülőgépek belső tere az első utasszállító repülőgép óta megváltozott. Ma már az utasok egytől négyig vannak az utazási osztályok szerint elrendezve a széles törzsű repülőgépekben.
Bár a társalgók, amiket eredetileg a Boeing 747-es felső szintjére rendeztek be, nagyrészt eltűntek, de az első osztály, illetve a business osztály az Airbus A340-600, a Boeing 777-300ER, és az Airbus A380-as repülőgépeknél tértek vissza. Az Emirates az A380-ast zuhanyzókkal és az utasok számára első osztállyal rendezte be, a szoba osztott használatára 25 percet adtak ki és a zuhanyt legfeljebb öt percig lehet használni.
Attól függően, hogy a légitársaság hogyan konfigurálja a repülőgép ülésosztását, annak mérete és az ülések száma jelentősen változhat. Például a rövidebb távú járatoknál gyakran nagyobb sűrűséggel alakítanak ki helyeket, mint a hosszú távú járatoknál. A légi közlekedésben az iparág jelenlegi gazdasági nyomása miatt a turista osztályon kialakított nagy sűrűségű utasteret továbbra is alkalmazzák.

## Galéria

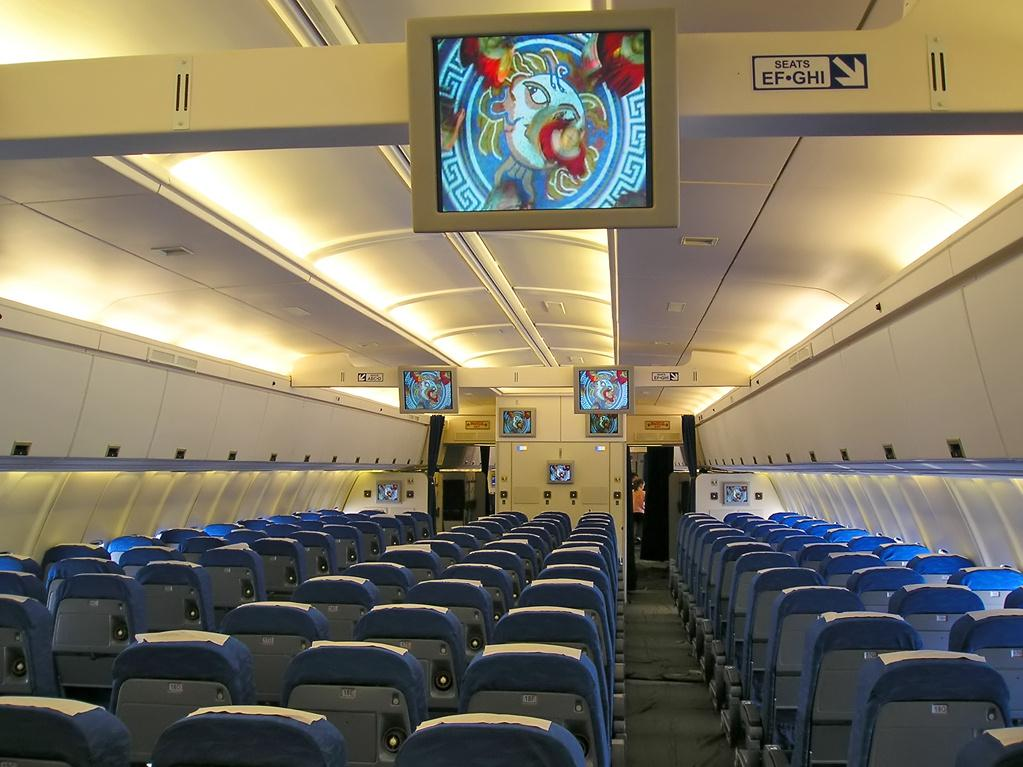
A Cubana Iljusin Il–96-os gépének turista osztályú utastere
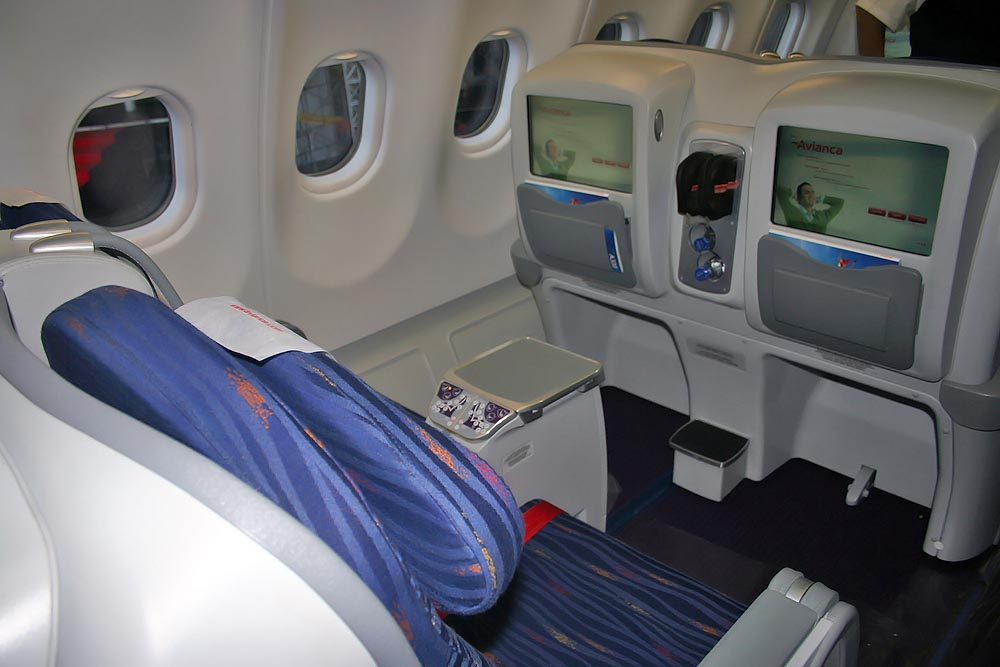
Az Avianca Airbus A330-as repülőgépének business class ülései
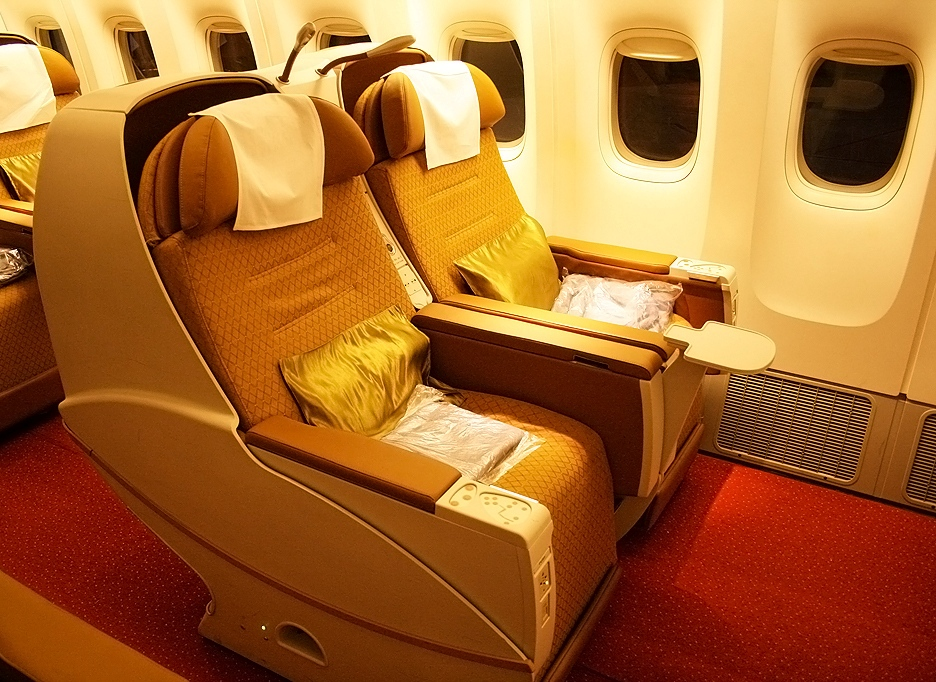
Business-class ülések az Air India Boeing 777-300ER repülőgépében
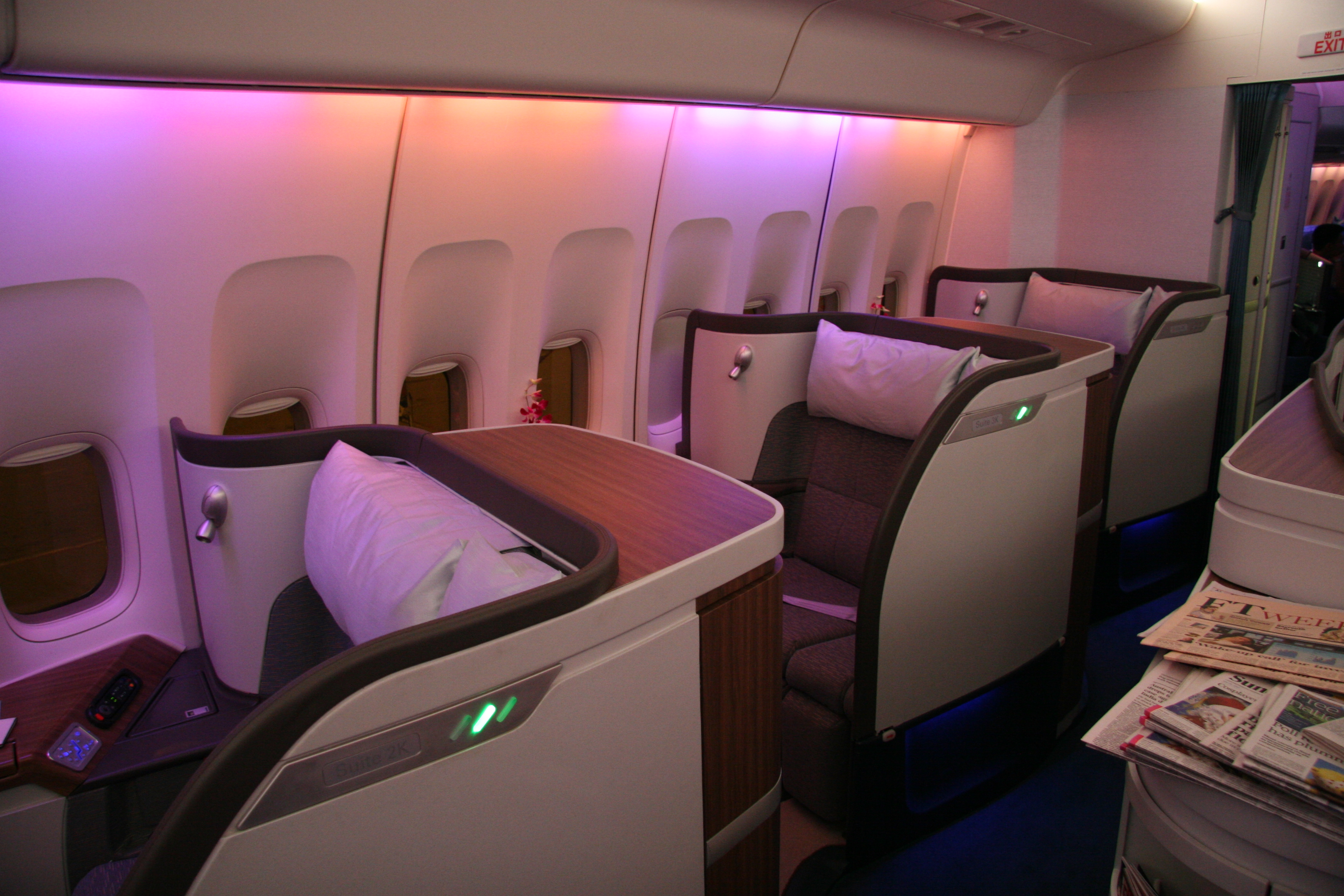
Első osztályú ülőhelyek a Cathay Pacific 747-400-as gépén

## Turbulencia

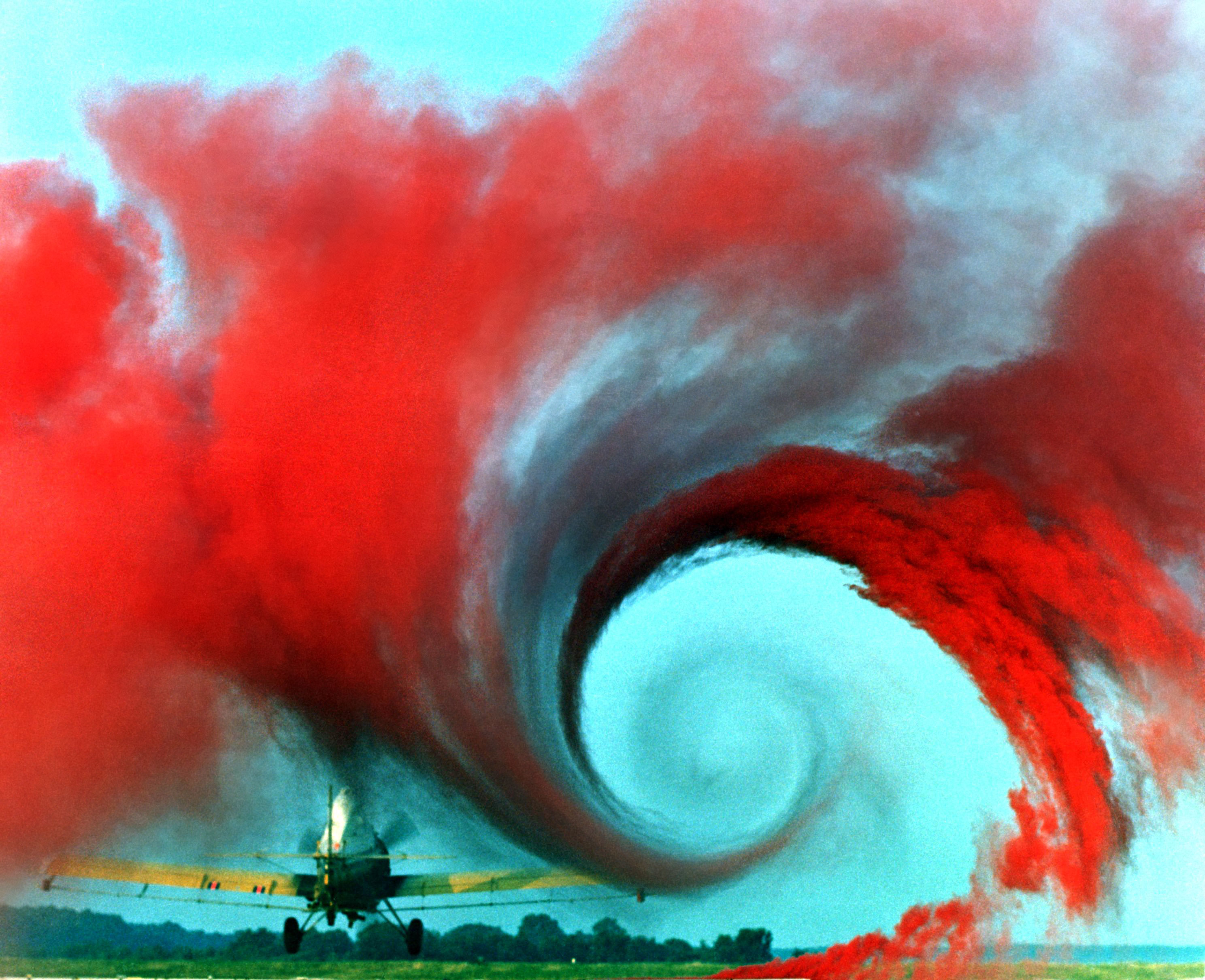
Ez a NASA által készített kép a szárnyvég örvényeket és a légörvényt szemlélteti

A repülőgépek az ICAO szerint különböző csoportokba vannak sorolva a légörvény keltése alapján. Mivel a légörvény mértéke arányos a repülőgép súlyával, így a gép ez alapján négy súlycsoport valamelyikébe sorolható: könnyű, közepes, nehéz és szuper.
A súlyok szerint a jelenlegi összes szélestörzsű repülőgép a nehéz kategóriába tartozik, az A380 az amerikai légtérben szupernek minősül.
A légörvények szerinti kategóriákat arra is használják, hogy a repülőgépeket biztonságos távolságra elkülönítsék egymástól. A szuper és nehéz kategóriájú repülőgépek erősebb légörvényt keltenek, mint a más kategóriájúak. Néhány országban, például az Egyesült Államokban a rádiós kommunikációban a nehéz (vagy szuper) szót a hívójel mellé kell illeszteni a légiforgalmi irányítás során bizonyos területeken.

## Speciális alkalmazások

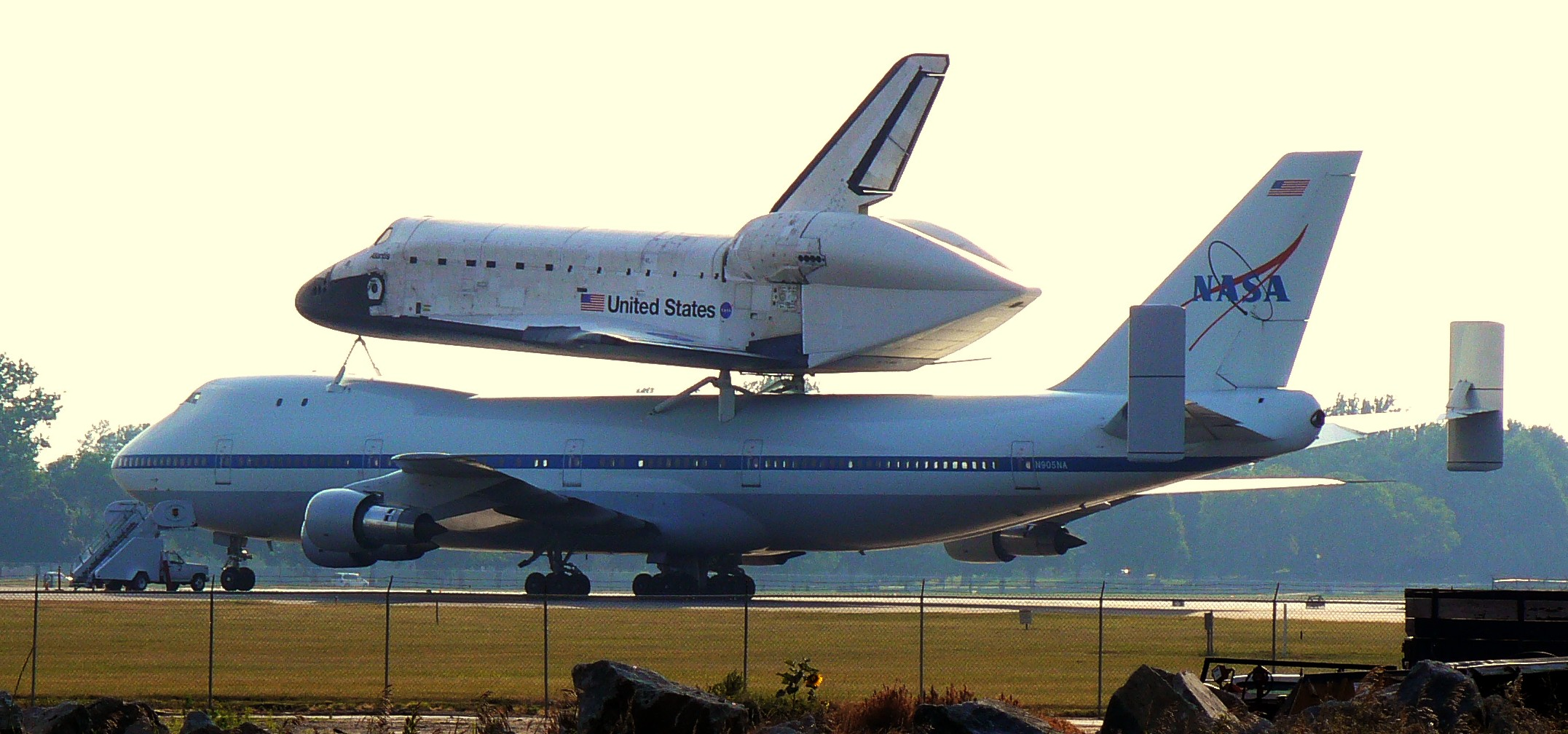
Az amerikai Space Shuttle egy módosított Boeing 747-esen

Szélestörzsű repülőgépeket használnak tudományos kutatás vagy a hadsereg céljaira. A Shuttle Carrier Aircraft-ot, két speciálisan átalakított Boeing 747 repülőgépet az amerikai Space Shuttle szállítására alkalmaztak. Néhány széles törzsű repülőgépet vezetési pontokra használnak, mint például a Boeing E-4, vagy a Boeing E-767 légtérellenőrző repülőgép. Az új katonai fegyverek és lézer fegyverek tesztelésére a széles törzsű Boeing Yal-1 típust használták. Más széles törzsű repülőgépeket használnak kutatásokra a közös német-amerikai Stratospheric Observatory for Infrared Astronomy projektben. Az új generációs repülőgép hajtóműveinek repülés közbeni teszteléséhez négyhajtóműves Airbus A340, Airbus A380, és Boeing 747-es repülőgépeket használnak. Néhány repülőgépet légi tűzoltóként használnak, ilyen például a DC-10-ből kifejlesztett Tanker 910 vagy az Evergreen Supertankerként üzemeltetett Boeing 747.
Néhány szélestörzsű repülőgépet VIP-ek szállítására használnak. Kanadában Airbus A310, míg Oroszországban Iljusin Il-96-os szállítja a legmagasabb beosztottságú vezetőket. Németország 2011 tavaszán az Airbus A310-ét Airbus A340-re cserélte. Speciálisan átalakított Boeing 747-200-ast, más néven Boeing VC-25-öt használnak az Egyesült Államok elnökének szállítására Air Force One néven.

## A jövő fejlesztései

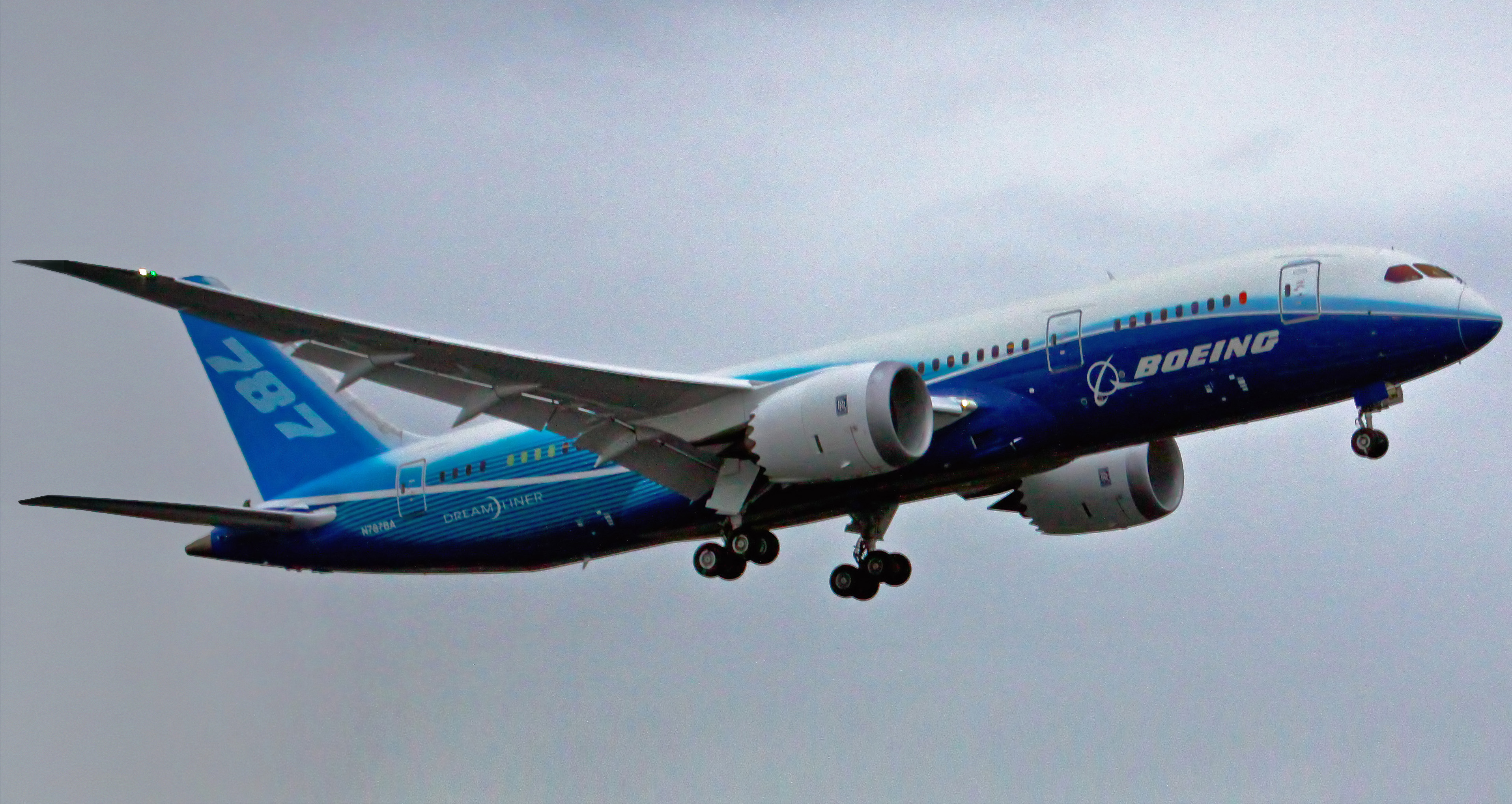
A Boeing 787 Dreamliner, az első nagyméretű, kompozitanyagokból készült repülőgép, amit 2011 októberében állítottak szolgálatba

Az Airbus és a Boeing két szélestörzsű utasszállító repülőgéppel versenyez egymással a repülőgéppiacon, az Airbus gépe 2009-ben még fejlesztés alatt állt. Mindkét gyártóra jelentős nyomás nehezedik, versenyeznek abban, hogy melyikük kapja a legnagyobb megrendeléseket.
2005-ben a Boeing 787 Dreamliner már több megrendelést kapott, mint az Airbus, és elsőként lépett a légitársaságok szolgálatába 2011 októberében. A 787 az első olyan nagyméretű kereskedelmi utasszállító repülőgép, ami nagy részben kompozitanyagokból készül. A tervezett első Airbus A350, ami az A330/A340 sorozaton alapult volna, de a légitársaságok visszajelzései alapján az Airbus kénytelen volt jelentős tervezési változtatásokat végrehajtani a repülőgépen. Azon túl, hogy néhány centivel szélesebb, lesz mint a Boeing, az Airbus azt is  állítja, hogy az A350 végső specifikációi jobbak lesznek, mint a 787-é.
Az 1990-es évek óta több új szélestörzsű utasszállító repülőgépen alakítottak ki kisebb törzskeresztmetszetet, mint a korábbi típusokon. Bár az olyan repülőgépeken, mint a McDonnell Douglas DC-10 elég széles repülőgéptörzse van ahhoz, hogy 10 egymás melletti üléssor elférjen benne, ami jelentősen növeli a légellenállást. Az új repülőgépeken, mint a Boeing 787-es és az Airbus A350-es típusokon úgy tervezték meg, hogy 8-9 üléssor legyen egymás mellett, annak érdekében, hogy javítsák a hatékonyságot. Néhány szélestörzsű repülőgépen, mint a Boeing 747-es, módosításokkal kialakíthatóvá lehet tenni a legénységi pihenőket és a konyhát az utastér feletti részen, hogy csökkentség vele a nem használt helyet.

## Galéria

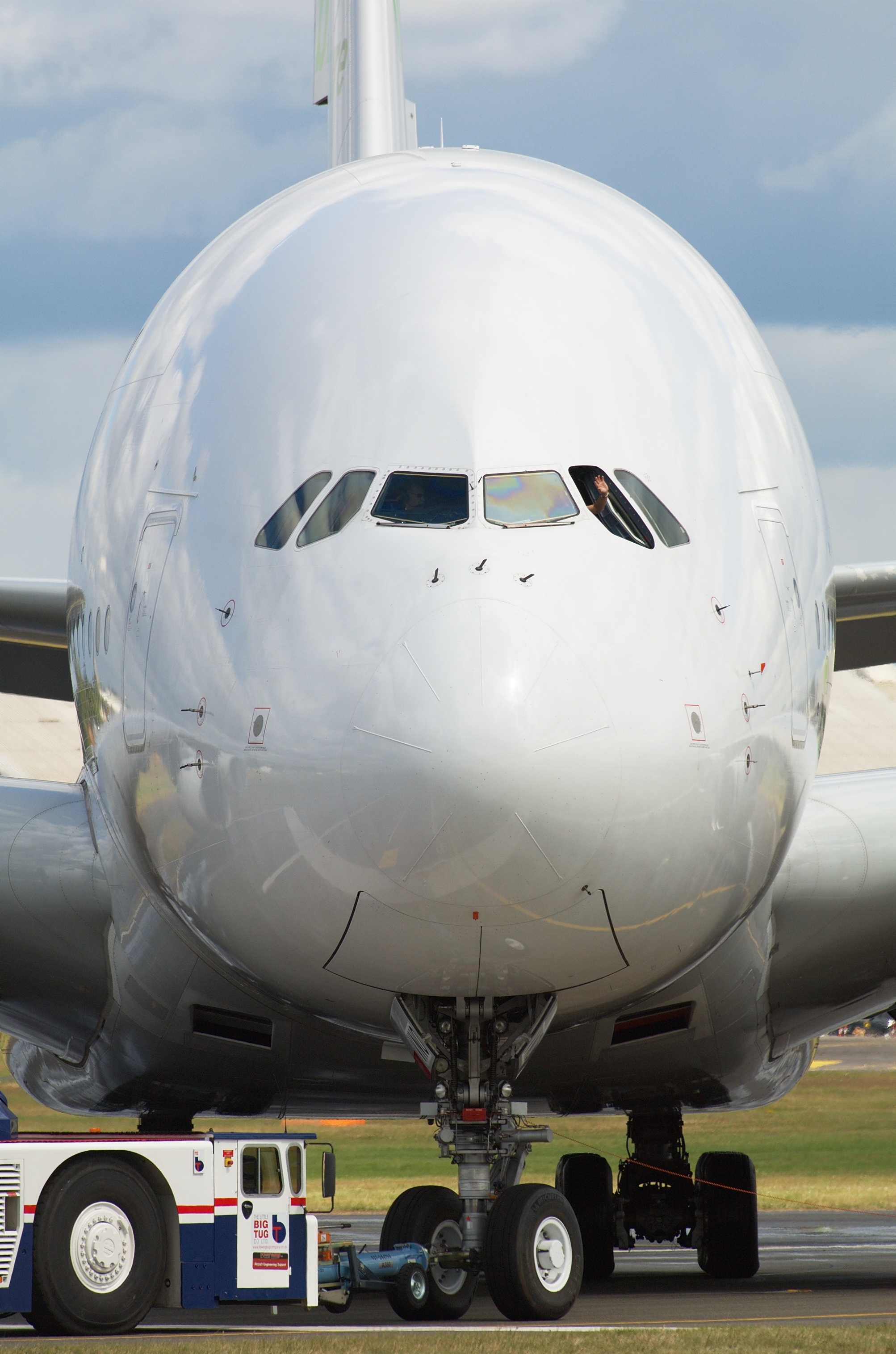
Az A380-as vontatása elölnézetből
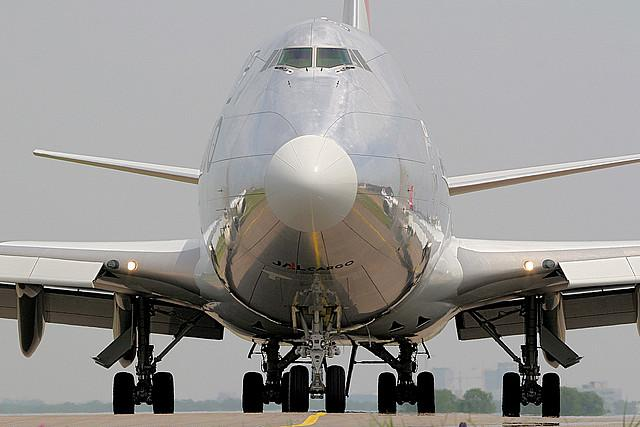
A Japan Airlines Boeing 747-ese
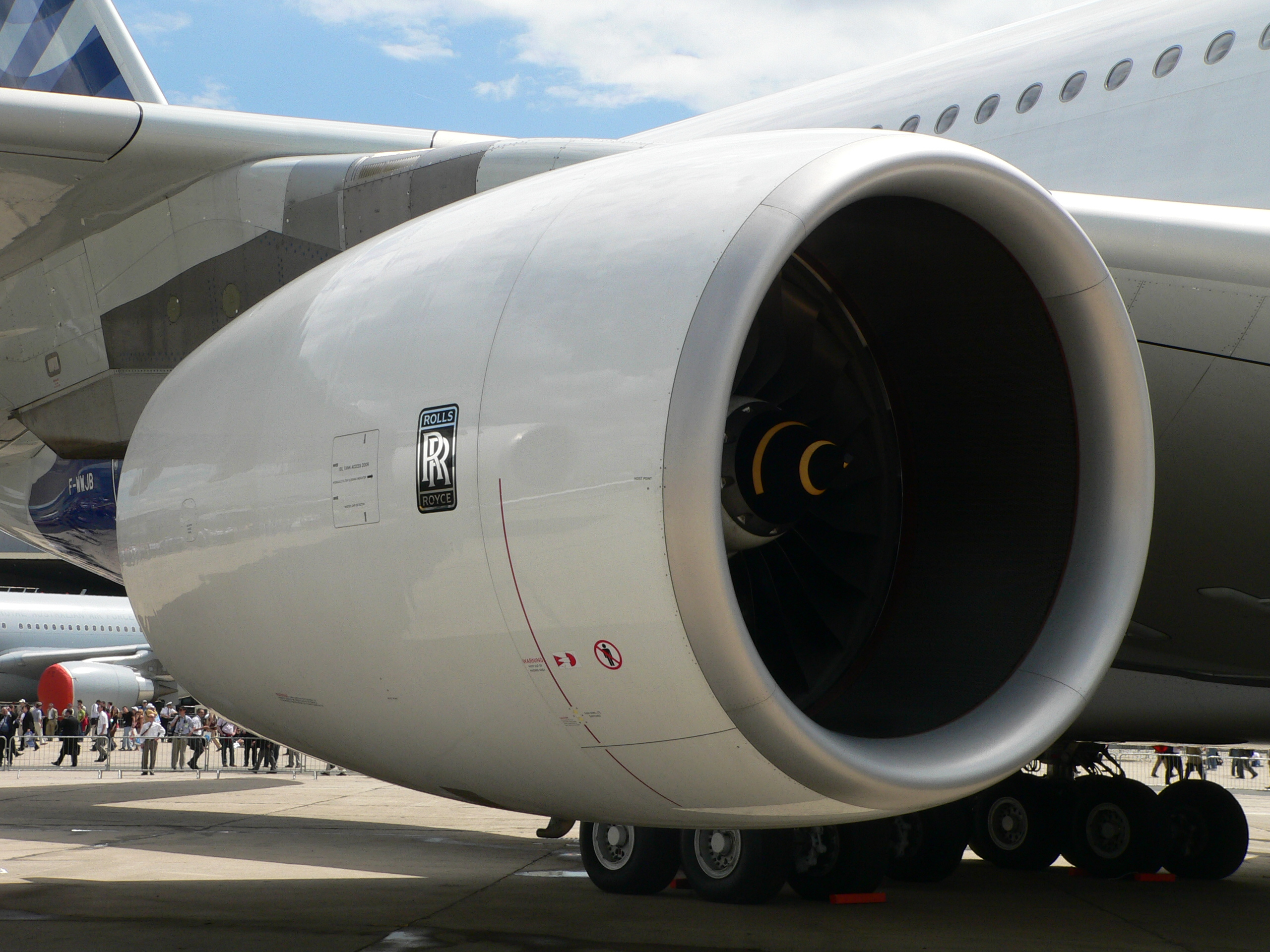
A Rolls Royce Trent 900 motor
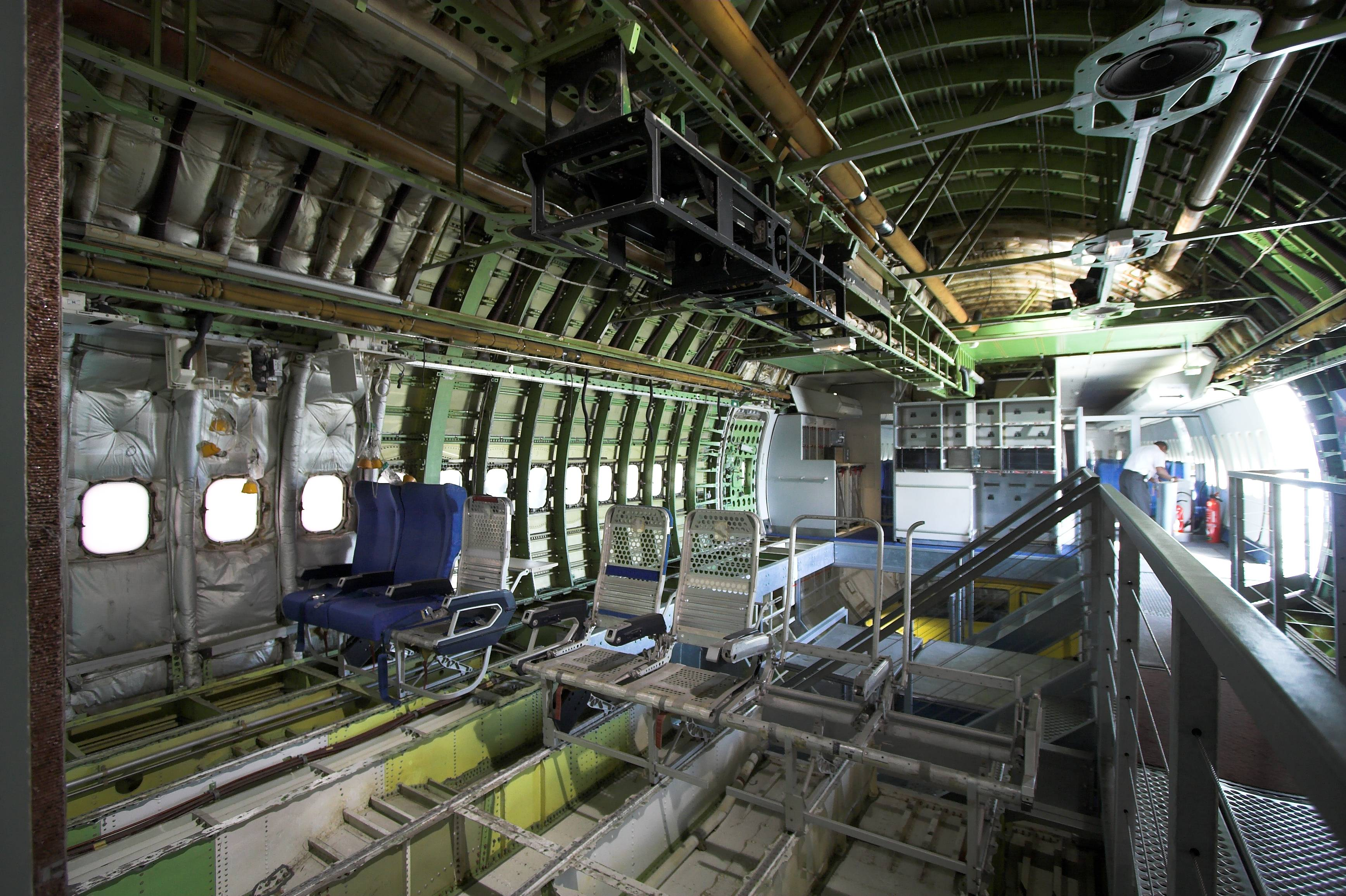
Egy Boeing 747-es sárkányszerkezete belülről
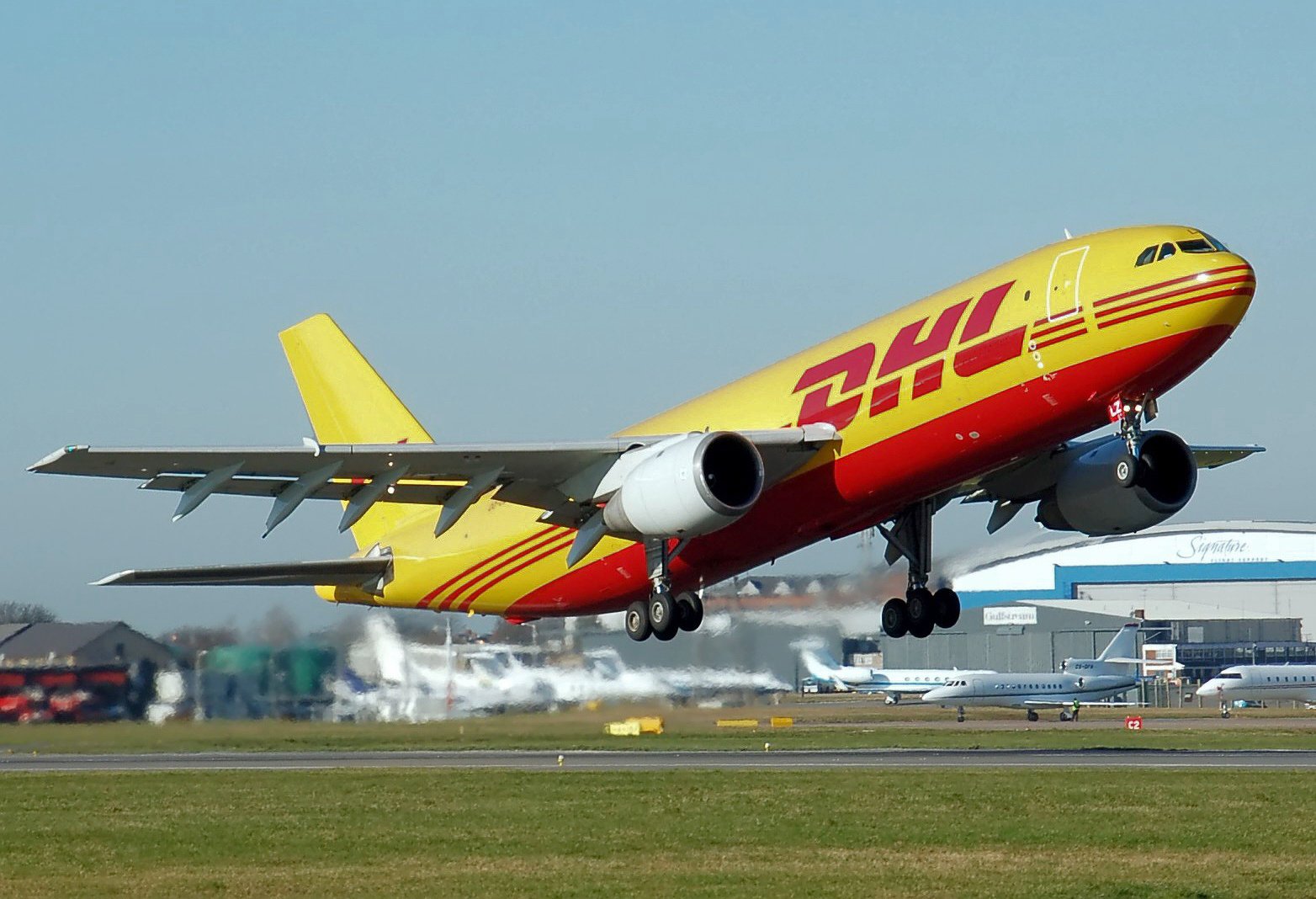
Az első kéthajtóműves széles törzsű repülőgép (1972), az Airbus A300-as
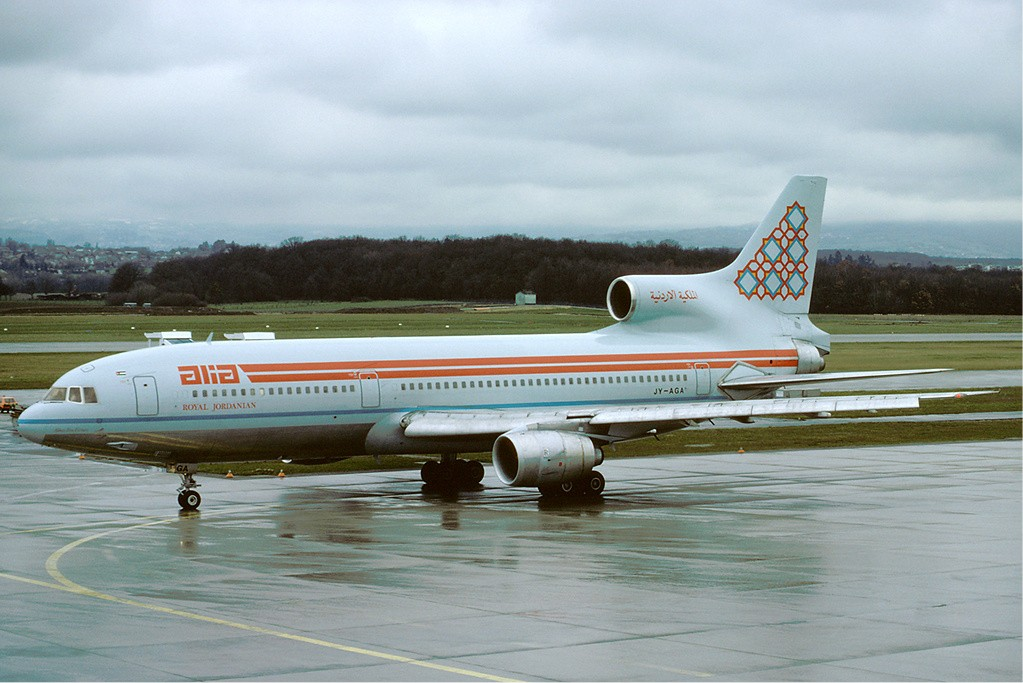
Lockheed L–1011 TriStar a Royal Jordanian légitársaságnál
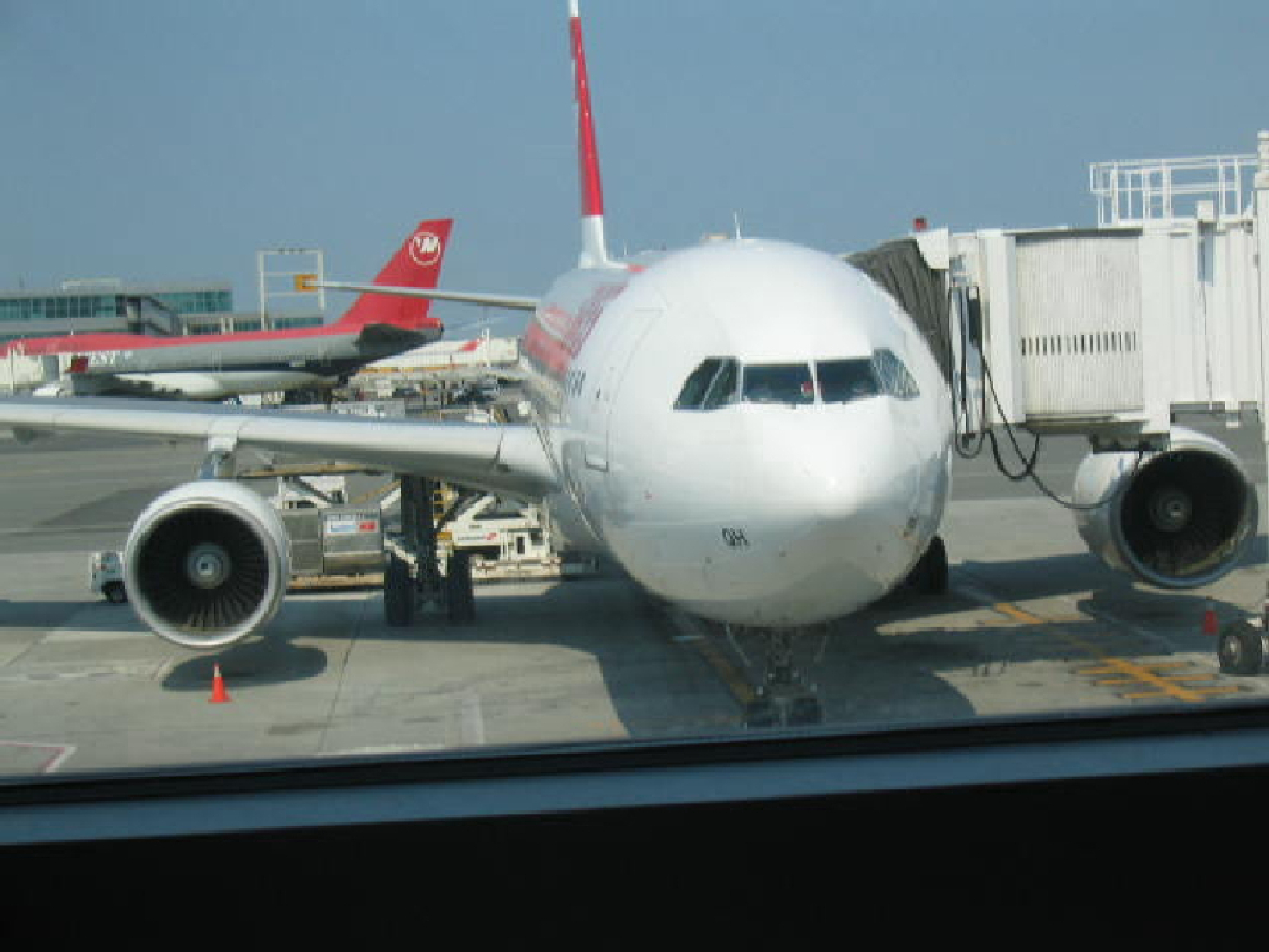
Airbus A330-as parkolása egy reptéri kapunál
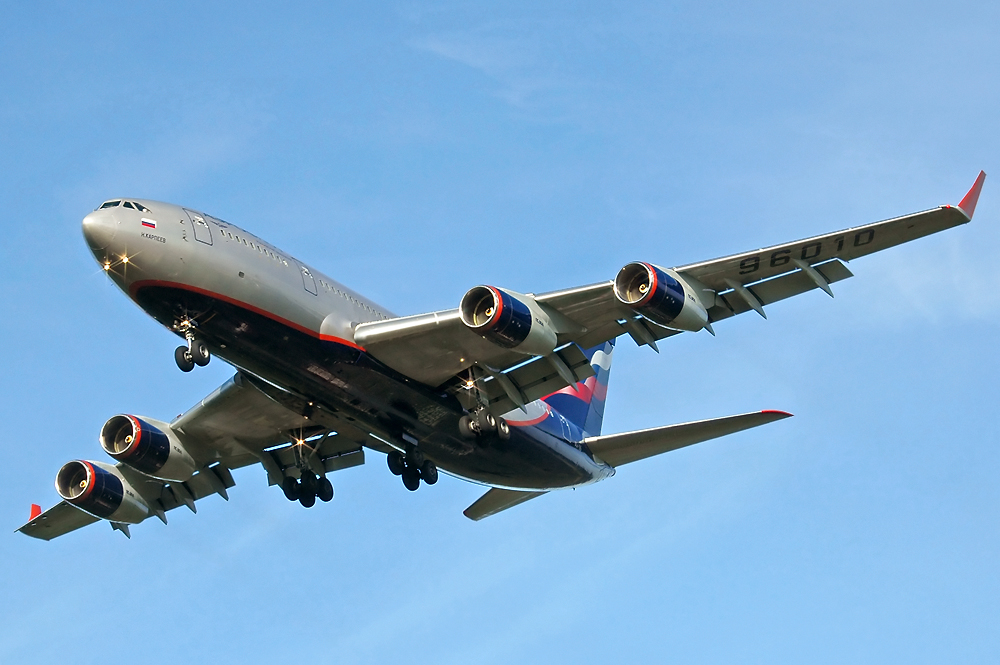
Az Aeroflot által üzemeltetett Iljusin Il–96-os

## Fordítás
Ez a szócikk részben vagy egészben a Wide-body aircraft című angol Wikipédia-szócikk ezen változatának fordításán alapul.  Az eredeti cikk szerkesztőit annak laptörténete sorolja fel. Ez a jelzés csupán a megfogalmazás eredetét és a szerzői jogokat jelzi, nem szolgál a cikkben szereplő információk forrásmegjelöléseként.